# Campionati europei di ciclismo su strada - Gara in linea femminile Juniors
La Gara in linea Donne Juniors è uno degli eventi disputati durante i Campionati europei di ciclismo su strada. La prima edizione risale al 2005.

## Albo d'oro
Aggiornato all'edizione 2024.
| Anno | Vincitrice            | Seconda                  | Terza                  |
| ---- | --------------------- | ------------------------ | ---------------------- |
| 2005 | Aleksandra Burčenkova | Ekaterina Novožilova     | Marta Bastianelli      |
| 2006 | Mie Bekker Lacota     | Elise van Hage           | Julie Krasniak         |
| 2007 | Valentina Scandolara  | Daria Gorbatovskaya      | Gloria Presti          |
| 2008 | Valentina Scandolara  | Valeriya Kononenko       | Jessie Daams           |
| 2009 | Elena Cecchini        | Laura van der Kamp       | Pauline Ferrand-Prévot |
| 2010 | Anna Trevisi          | Pauline Ferrand-Prévot   | Rossella Ratto         |
| 2011 | Rossella Ratto        | Jessy Druyts             | Chiara Vannucci        |
| 2012 | Lucy Garner           | Anna Zita Maria Stricker | Kirsten Coppens        |
| 2013 | Greta Richioud        | Severine Eraud           | Ksenia Tuhai           |
| 2014 | Sofia Bertizzolo      | Nicole Koller            | Daria Egorova          |
| 2015 | Nadia Quagliotto      | Rachele Barbieri         | Karina Kasenova        |
| 2016 | Liane Lippert         | Elisa Balsamo            | Sophie Wright          |
| 2017 | Lorena Wiebes         | Emma Norsgaard Jørgensen | Letizia Paternoster    |
| 2018 | Aigul Gareeva         | Vittoria Guazzini        | Hannah Ludwig          |
| 2019 | Ilse Pluimers         | Sofie van Rooijen        | Kristina Nenadovic     |
| 2020 | Eleonora Gasparrini   | Marith Vanhove           | Katrijn De Clercq      |
| 2021 | Linda Riedmann        | Eleonora Ciabocco        | Eglantine Rayer        |
| 2022 | Églantine Rayer       | Eleonora Ciabocco        | Federica Venturelli    |
| 2023 | Fleur Moors           | Federica Venturelli      | Léane Tabu             |
| 2024 | Puck Langenbarg       | Messane Bräutigam        | Štěpánka Dubcová       |

## Medagliere
| Pos.   | Nazione       | Oro | Argento | Bronzo | Totale |
| ------ | ------------- | --- | ------- | ------ | ------ |
| 1      | Italia        | 8   | 7       | 6      | 21     |
| 2      | Paesi Bassi   | 3   | 3       | 1      | 7      |
| 3      | Francia       | 2   | 2       | 5      | 9      |
| 4      | Russia        | 2   | 2       | 2      | 6      |
| 5      | Germania      | 2   | 1       | 0      | 3      |
| 6      | Belgio        | 1   | 2       | 2      | 5      |
| 7      | Danimarca     | 1   | 1       | 0      | 2      |
| 8      | Gran Bretagna | 1   | 0       | 1      | 2      |
| 9      | Svizzera      | 0   | 1       | 0      | 1      |
| 9      | Ucraina       | 0   | 1       | 0      | 1      |
| 11     | Bielorussia   | 0   | 0       | 1      | 1      |
| 11     | Germania      | 0   | 0       | 1      | 1      |
| 11     | Rep. Ceca     | 0   | 0       | 1      | 1      |
| Totale | Totale        | 20  | 20      | 20     | 60     |